# Coxs River
Coxs River är ett vattendrag i Australien. Det ligger i delstaten New South Wales, i den sydöstra delen av landet, omkring 74 kilometer väster om delstatshuvudstaden Sydney. Coxs River ligger vid sjöarna  Lake Burragorang och Lake Burragorang.
I omgivningarna runt Coxs River växer i huvudsak städsegrön lövskog. Runt Coxs River är det glesbefolkat, med 14 invånare per kvadratkilometer. Genomsnittlig årsnederbörd är 1 166 millimeter. Den regnigaste månaden är februari, med i genomsnitt 216 mm nederbörd, och den torraste är juli, med 35 mm nederbörd.